# Chol-Sprache
Chol oder Ch'ol ist eine indigene Sprache in Mexiko mit über 100.000 Sprechern. Die Sprecher des Ch'ol bezeichnen ihre eigene Sprache als lak t'an (unsere Sprache). Diese Bezeichnung hat sich jedoch in der Sprachwissenschaft nicht durchgesetzt. Zusammenfassend bezeichnet man die Sprecher des Chol oft auch als Chols, obwohl sie sich aus unterschiedlichen Völkern zusammensetzen (Palencanos, Pochutlas, Topiltepeques).

## Verbreitung
Die Sprache ist vor allem in Mexiko verbreitet, insbesondere im Bundesstaat Chiapas.
Die Chol-Sprache gehört zu den Maya-Sprachen. Die am nächsten verwandten Sprachen sind das Chontal-Maya in Tabasco, das im Grenzgebiet Guatemalas zu Honduras gesprochene Chortí sowie Tzotzil und Tzeltal in Chiapas. Darüber hinaus ist neben dem Mayathan von Yucatán auch die Sprache der Lakandonen eng mit den Chol verwandt.

## Herkunft
Obwohl wenig zur Verwendung des Chol zu Zeiten der Kolonialisierung Amerikas bekannt ist, so geht man heute davon aus, dass das Chol direkt von einer Form des klassischen Maya abstammt.

## Phonologie
Wie im Mayathan und im Lakandonischen ist der z. B. in der Quiché-Sprache erhaltene uvulare Plosiv [q] bzw. [q'] im Chol zu einem velaren [k] bzw. [k'] geworden. Er ist jedoch – anders als in den genannten beiden Sprachen – nicht mit [k] bzw. [k'] zusammengefallen, weil ursprüngliches [k] zu [ʧ] („ch“) verschoben ist.

## Dialekte
Die Sprache gliedert sich in zwei große Dialekte.

### Chol de Tila
Es gibt rund 45.000 Sprecher, davon sind etwa 10.000 einsprachig. Der Dialekt ist vor allem in der Gegend um Tila, Vicente Guerrero, Chivalito und Limar verbreitet.

### Chol de Tumbalá
Es gibt rund 90.000 Sprecher, davon sind etwa 30.000 einsprachig. Der Dialekt ist vor allem in der Gegend um Tumbalá, Sabanilla, Misijá, Limar, Chivalita und Vicente Guerrero verbreitet.